# 艾达尔别克·霍贾纳扎罗夫
艾达尔别克·阿桑吾勒·霍贾纳扎罗夫（1983年11月26日—），哈萨克斯坦商人、政客，哈萨克斯坦第八届马吉利斯（下议院）议员，共和党党主席，曾担任奥尔扎农业和伊伏尔加控股公司的首席执行官。

## 生平
1983年11月26日，霍贾纳扎罗夫出生于苏联哈萨克苏维埃社会主义共和国克孜勒奥尔达的一个书香家庭，母亲罗莎·斯麦洛娃（Rosa Smaiylova）生于1962年3月6日，是一名数学老师，父亲阿桑·霍贾纳扎罗夫（Asan Qojanazarov）生于1955年5月15日，拥有化学博士学位，是一名大学讲师。艾达尔别克的名字是他祖父起的，以缅怀第二次世界大战中阵亡的同名叔祖。霍贾纳扎罗夫从库斯塔奈的一所中学毕业后，进入雷斯库洛夫哈萨克国际经济大学国际经济学专业和邓迪大学石油和天然气项目管理专业学习，并获得文凭。
2006年至2009年，霍贾纳扎罗夫任职于BTA银行，先后担任伊斯兰营业分部和迪拜代表处的负责人。2009年至2015年，在奥尔扎控股担任战略和业务发展领域的高管。2015年至2016年，担任哈萨克农业国家管理控股公司副主席。2016年至2017年，担任阿斯塔纳社会创业公司董事长。2017年12月至2019年期间，担任伊伏尔加控股公司的首席执行官。2019年2月至2023年3月期间，担任哈萨克斯坦最大的农业综合企业奥尔扎农业公司的首席执行官。
2020年起，霍贾纳扎罗夫担任库斯塔奈州州议会主席。2022年，共和党成立，霍贾纳扎罗夫任党主席。2023年3月28日，当选为第八届下议院议员。

## 家庭
艾达尔别克·霍贾纳扎罗夫的妻子原名英迪拉·布格贾诺娃（Indira Bugzhanova），生于1990年4月4日，两人育有2个儿子和一个女儿。长子伊曼加利（Imangali）出生于2012年9月18日，次子迪穆哈迈德（Dimukhamed）出生于2014年4月25日，女儿达梅莉（Dameli）出生于2012年9月19日。